# Carlo Sutermeister
Carlo Sutermeister, nato Karl Konrad Sutermeister, (Lucerna, 15 luglio 1847 – Intra, 12 dicembre 1918), è stato un imprenditore e ingegnere svizzero.

## Biografia
Carlo Sutermeister è stato cofondatore del Banco Popolare di Intra, costruttore della centrale idroelettrica di Cossogno con la trasmissione in corrente alternata (a Pogallo) ed è  stato il primo  imprenditore d'Italia ad offrire l'assicurazione contro gli infortuni sul lavoro.